# Pterobryon julaceum
Pterobryon julaceum là một loài rêu trong họ Pterobryaceae. Loài này được Broth. mô tả khoa học đầu tiên năm 1894.